# Howard le révolté
Pour plus de détails, voir Fiche technique et Distribution.
Howard le révolté (The Howards of Virginia) est un film américain en noir et blanc réalisé par Frank Lloyd, sorti en 1940.

## Synopsis
En 1754, dans la colonie britannique de Virginie, alors que débute la guerre de Sept Ans, le jeune Matthew Howard apprend le décès de son père et de son oncle, lors d'une escarmouche. Douze ans après, en 1766, à Williamsburg, capitale de la colonie, Matthew devenu adulte retrouve son ami d'enfance Thomas Jefferson et rencontre la famille Peyton, les deux frères Fleetwood et Roger, et leur sœur Jane dont il tombe amoureux et qui accepte de l'épouser malgré leur différence sociale. Le couple s'installe sur le domaine d'Albermale, dans la vallée de Shenandoah et y édifie une plantation. Mais au tournant des années 1770, les taxes et impôts imposés par la Couronne sont de plus en plus mal reçus par les colons et la révolte enfle, annonciatrice de la Guerre d'indépendance, à laquelle Matthew Howard prend une part active (d'abord membre de la chambre des Bourgeois de Virginie, il intègre ensuite l'armée continentale, où le rejoindront ses deux fils, Peyton et James), s'opposant ainsi aux convictions de sa femme et de son beau-frère Fleetwood.

## Fiche technique
- Titre original : The Howards of Virginia
- Titre français : Howard le révolté
- Scénario : Sidney Buchman, d'après le roman The Tree of Liberty d'Elizabeth Page
- Directeur de la photographie : Bert Glennon
- Musique : Richard Hageman
- Directeur artistique : John B. Goodman
- Décors de plateau : Howard Bristol
- Costumes de Martha Scott : Irene Saltern
- Montage : Paul Weatherwax
- Producteur : Frank Lloyd
- Société de production : Columbia Pictures et Frank Lloyd Pictures
- Pays d'origine : États-Unis
- Langue : anglais
- Genre : Film historique, Film de guerre, Aventures
- Durée : 116 minutes
- Format : noir et blanc - 35 mm - 1,37:1 - Son : Mono (Western Electric Mirrophonic Recording)
- Dates de sortie : 
  - États-Unis : 19 septembre 1940
  - France : 8 mars 1949

## Distribution
- Cary Grant : Matthew 'Matt' Howard
- Martha Scott : Jane Peyton Howard
- Sir Cedric Hardwicke : Fleetwood Peyton
- Alan Marshal : Roger Peyton
- Richard Carlson : Thomas Jefferson
- Paul Kelly : le capitaine Jabez Allen
- Irving Bacon : Tom Norton
- Elisabeth Risdon : Tante Clarissa
- Anne Revere : Betsy Norton
- Richard Alden : James Howard à 16 ans
- Phil Taylor : Peyton Howard à 18 ans
- Rita Quigley : Mary Howard à 17 ans
- Libby Taylor : Dicey
- Richard Gaines : Patrick Henry
- George F. Houston : George Washington
- Ralph Byrd : James Howard père
- Dickie Jones : Matthew Howard à 12 ans
- Buster Phelps : Thomas Jefferson à 11 ans
- Wade Boteler : Oncle Reuben
- Mary Field : Susan Howard
- R. Wells Gordon : le colonel Jefferson
- Charles Francis : M. Douglas

Acteurs non crédités
- Lane Chandler : un major
- Peter Cushing : Leslie Stephens
- Claude King : le gouverneur de la Virginie
- Alan Ladd : un voisin
- Emmett Vogan : un représentant de la chambre